# تاكونيت (صخر)
التاكونيت (بالإنجليزية: Taconite)‏، هي صخور رسوبية حديدية، وهي مجموعة متنوعة من تشكيلات الحديد. ويكون الحديد ما مجموعه 15% من تكويناته. ويتركب التاكونيت أساساً من السيليكا دقيقة الحبيبات مختلطة بالماجنتيت.